# Myriotrema frustillatum
Myriotrema frustillatum är en lavart som beskrevs av Mangold. Myriotrema frustillatum ingår i släktet Myriotrema och familjen Graphidaceae.   Inga underarter finns listade i Catalogue of Life.